# Alpiner Skiweltcup 1988/89
Die Saison 1988/89 des von der FIS veranstalteten Alpinen Skiweltcups begann am 26. November 1988 in Schladming und endete am 15. März 1989 in Shiga-kōgen. Bei den Männern wurden 28 Rennen ausgetragen (10 Abfahrten, 4 Super-G, 6 Riesenslaloms, 8 Slaloms). Bei den Frauen waren es 26 Rennen (8 Abfahrten, 4 Super-G, 7 Riesenslaloms, 7 Slaloms). Dazu kamen drei Kombinationswertungen bei den Männern und deren zwei bei den Frauen.
Hinsichtlich seiner 86 Weltcupsiege wohl einer der Größten im Ski-Weltcup, Ingemar Stenmark, trat zurück. Ihm gelang am 19. Februar beim Riesenslalom in Aspen der 86. Sieg seiner Karriere – und sein letztes archiviertes Resultat in den Weltcuprängen ist Platz 4 im Riesenslalom von Shiga-kōgen am 9. März. Im Nationencup war es bis 2019/20 der letzte Sieg der Schweiz.
Höhepunkt der Saison waren die Weltmeisterschaften 1989 in Vail.

## Weltcupwertungen

### Gesamt
| Rang | Name                  | Punkte |
| ---- | --------------------- | ------ |
| 01.  | Marc Girardelli       | 407    |
| 02.  | Pirmin Zurbriggen     | 309    |
| 03.  | Alberto Tomba         | 189    |
| 04.  | Ole Kristian Furuseth | 188    |
| 05.  | Markus Wasmeier       | 166    |
| 06.  | Rudolf Nierlich       | 144    |
| 07.  | Armin Bittner         | 127    |
| 08.  | Helmut Höflehner      | 126    |
| 09.  | Daniel Mahrer         | 114    |
| 10.  | Hubert Strolz         | 112    |
| 11.  | Lars-Börje Eriksson   | 102    |
| 12.  | Peter Müller          | 100    |
| 13.  | Michael Mair          | 089    |
| 13.  | Peter Wirnsberger     | 089    |
| 15.  | Martin Hangl          | 087    |
| 16.  | Franck Piccard        | 082    |
| 17.  | Ingemar Stenmark      | 079    |
| 18.  | Leonhard Stock        | 076    |
| 19.  | Helmut Mayer          | 074    |
| 20.  | Paul Accola           | 072    |
| 21.  | Rob Boyd              | 071    |
| 22.  | Jonas Nilsson         | 070    |
| 23.  | Karl Alpiger          | 065    |
| 24.  | Bernhard Gstrein      | 062    |
| 25.  | Günther Mader         | 058    |
| 26.  | Michael Tritscher     | 054    |
| 27.  | William Besse         | 051    |
| 28.  | Hansjörg Tauscher     | 050    |
| 29.  | Atle Skårdal          | 048    |
| 30.  | Patrick Ortlieb       | 047    |
| 31.  | Franz Heinzer         | 046    |
| 32.  | Tomaž Čižman          | 044    |
| 33.  | Felix McGrath         | 043    |
| 34.  | Paul Frommelt         | 042    |
| 35.  | Hans Enn              | 041    |
| 35.  | Gustav Oehrli         | 041    |

| Rang | Name                   | Punkte |
| ---- | ---------------------- | ------ |
| 37.  | Armin Assinger         | 38     |
| 37.  | Tetsuya Okabe          |        |
| 39.  | Thomas Stangassinger   | 32     |
| 40.  | Luc Alphand            | 25     |
| 41.  | Erwin Resch            | 24     |
| 42.  | Peter Runggaldier      | 23     |
| 42.  | Johan Wallner          | 23     |
| 44.  | Jean-Luc Crétier       | 22     |
| 45.  | Jan Einar Thorsen      | 20     |
| 46.  | Grega Benedik          | 19     |
| 46.  | Urs Kälin              | 19     |
| 48.  | Peter Jurko            | 16     |
| 49.  | Christian Gaidet       | 15     |
| 49.  | Roman Rupp             | 15     |
| 51.  | Michael Eder           | 14     |
| 51.  | Berni Huber            | 14     |
| 51.  | Gerhard Pfaffenbichler | 14     |
| 51.  | Giorgio Piantanida     | 14     |
| 55.  | Roberto Grigis         | 13     |
| 55.  | Richard Pramotton      | 13     |
| 55.  | Kyle Wieche            | 13     |
| 55.  | Willibald Zechner      | 13     |
| 59.  | Niklas Henning         | 12     |
| 59.  | Josef Polig            | 12     |
| 59.  | Peter Roth             | 12     |
| 62.  | Attilio Barcella       | 11     |
| 62.  | Klaus Gattermann       | 11     |
| 62.  | Marco Tonazzi          | 11     |
| 65.  | Florian Beck           | 10     |
| 65.  | Oswald Tötsch          | 10     |
| 67.  | Denis Rey              | 09     |
| 68.  | Stefan Krauß           | 08     |
| 68.  | Rok Petrovič           | 08     |
| 68.  | Hans Pieren            | 08     |
| 68.  | Peter Wirnsberger II   | 08     |

| Rang | Name                   | Punkte |
| ---- | ---------------------- | ------ |
| 072. | Danilo Sbardellotto    | 07     |
| 072. | Patrick Staub          | 07     |
| 072. | Giglio Tomasi          | 07     |
| 072. | Frank Wörndl           | 07     |
| 076. | Felix Belczyk          | 06     |
| 076. | Robert Erlacher        | 06     |
| 076. | Carlo Gerosa           | 06     |
| 076. | Fredrik Nyberg         | 06     |
| 076. | Jeff Olson             | 06     |
| 076. | Bob Ormsby             | 06     |
| 076. | Tiger Shaw             | 06     |
| 076. | Yves Tavernier         | 06     |
| 076. | Konrad Walk            | 06     |
| 076. | Robert Žan             | 06     |
| 086. | Graham Bell            | 05     |
| 086. | Peter Dürr             | 05     |
| 086. | Joël Gaspoz            | 05     |
| 086. | John Piccard           | 05     |
| 086. | Didier Schmidt         | 05     |
| 086. | Brian Stemmle          | 05     |
| 092. | Peter Eigler           | 04     |
| 092. | Herbert Renoth         | 04     |
| 094. | Mathias Berthold       | 03     |
| 094. | Sašo Robič             | 03     |
| 096. | Robbie Bosinger        | 02     |
| 096. | Bernhard Fahner        | 02     |
| 096. | Lars-Göran Halvarsson  | 02     |
| 096. | Philipp Schuler        | 02     |
| 096. | Hubertus von Hohenlohe | 02     |
| 096. | Hannes Zehentner       | 02     |
| 102. | Didier Bouvet          | 01     |
| 102. | Ivano Camozzi          | 01     |
| 102. | Heinz Holzer           | 01     |
| 102. | Richard Kröll          | 01     |
| 102. | Stephan Pistor         | 01     |

| Rang | Name                   | Punkte |
| ---- | ---------------------- | ------ |
| 01.  | Vreni Schneider        | 376    |
| 02.  | Maria Walliser         | 261    |
| 03.  | Michela Figini         | 242    |
| 04.  | Carole Merle           | 206    |
| 05.  | Anita Wachter          | 157    |
| 06.  | Mateja Svet            | 154    |
| 07.  | Ulrike Maier           | 150    |
| 08.  | Michaela Gerg          | 148    |
| 09.  | Karen Percy            | 127    |
| 10.  | Sigrid Wolf            | 119    |
| 11.  | Tamara McKinney        | 116    |
| 12.  | Heidi Zurbriggen       | 086    |
| 13.  | Monika Maierhofer      | 085    |
| 14.  | Regine Mösenlechner    | 084    |
| 15.  | Veronika Wallinger     | 078    |
| 16.  | Ingrid Salvenmoser     | 066    |
| 17.  | Veronika Šarec         | 062    |
| 18.  | Blanca Fernández Ochoa | 061    |
| 19.  | Brigitte Oertli        | 060    |
| 20.  | Barbara Sadleder       | 058    |
| 21.  | Catherine Quittet      | 057    |
| 22.  | Camilla Nilsson        | 056    |
| 23.  | Chantal Bournissen     | 055    |
| 24.  | Petra Kronberger       | 053    |
| 25.  | Christine von Grünigen | 048    |
| 26.  | Patricia Chauvet       | 045    |
| 27.  | Sylvia Eder            | 044    |
| 27.  | Traudl Hächer          | 044    |

| Rang | Name                  | Punkte |
| ---- | --------------------- | ------ |
| 29.  | Elisabeth Kirchler    | 42     |
| 29.  | Christina Meier-Höck  | 42     |
| 31.  | Katjuša Pušnik        | 39     |
| 32.  | Beatrice Gafner       | 38     |
| 33.  | Jolanda Kindle        | 35     |
| 34.  | Heidi Zeller-Bähler   | 31     |
| 35.  | Claudine Emonet       | 29     |
| 36.  | Ulrike Stanggassinger | 28     |
| 37.  | Katharina Gutensohn   | 27     |
| 38.  | Cathy Chedal          | 24     |
| 38.  | Zoë Haas              | 24     |
| 38.  | Ulla Lodziņa          | 24     |
| 41.  | Florence Masnada      | 21     |
| 42.  | Christelle Guignard   | 20     |
| 42.  | Rosi Krenn            | 20     |
| 42.  | Ida Ladstätter        | 20     |
| 45.  | Lucie Laroche         | 18     |
| 46.  | Dorota Mogore-Tlałka  | 17     |
| 47.  | Anette Gersch         | 16     |
| 47.  | Kendra Kobelka        | 16     |
| 49.  | Sandra Burn           | 15     |
| 49.  | Karin Dedler          |        |
| 51.  | Karin Buder           | 14     |
| 51.  | Brigitte Gadient      | 14     |
| 51.  | Kerrin Lee-Gartner    | 14     |
| 51.  | Tanja Steinebrunner   | 14     |
| 55.  | Michelle McKendry     | 12     |
| 55.  | Claudia Strobl        | 12     |

| Rang | Name                    | Punkte |
| ---- | ----------------------- | ------ |
| 57.  | Camilla Lundbäck        | 10     |
| 57.  | Corinne Schmidhauser    | 10     |
| 59.  | Annick Chappot          | 09     |
| 59.  | Lenka Kebrlová          | 09     |
| 59.  | Warwara Selenskaja      | 09     |
| 62.  | Hilary Lindh            | 08     |
| 62.  | Lucia Medzihradská      | 08     |
| 64.  | Hélène Barbier          | 07     |
| 64.  | Pascaline Freiher       | 07     |
| 66.  | Kristina Andersson      | 06     |
| 66.  | Béatrice Filliol        | 06     |
| 66.  | Diann Roffe-Steinrotter | 06     |
| 66.  | Heidi Voelker           | 06     |
| 70.  | Petra Bernet            | 05     |
| 70.  | Josée Lacasse           | 05     |
| 72.  | Pam Fletcher            | 04     |
| 72.  | Angelika Hurler         | 04     |
| 72.  | Gabriela Zingre-Graf    | 04     |
| 75.  | Lesley Beck             | 03     |
| 75.  | Ľudmila Milanová        | 03     |
| 75.  | Birgit Wolfram          | 03     |
| 78.  | Sabine Ginther          | 02     |
| 78.  | Kristin Krone           | 02     |
| 80.  | Marlis Spescha          | 01     |
| 80.  | Ingrid Stöckl           | 01     |
| 80.  | Eva Twardokens          | 01     |

### Abfahrt
| Rang | Athlet            | Punkte |
| ---- | ----------------- | ------ |
| 1    | Marc Girardelli   | 139    |
| 2    | Helmut Höflehner  | 112    |
| 3    | Daniel Mahrer     | 102    |
| 4    | Pirmin Zurbriggen | 94     |
| 5    | Peter Wirnsberger | 89     |
| 6    | Peter Müller      | 79     |
| 7    | Michael Mair      | 74     |
| 8    | Rob Boyd          | 68     |
| 9    | Markus Wasmeier   | 67     |
| 10   | Karl Alpiger      | 65     |
| 11   | Leonhard Stock    | 57     |
| 12   | Patrick Ortlieb   | 47     |
| 13   | William Besse     | 43     |
| 14   | Franz Heinzer     | 41     |
| 15   | Hansjörg Tauscher | 40     |

| Rang | Athletin            | Punkte |
| ---- | ------------------- | ------ |
| 1    | Michela Figini      | 176    |
| 2    | Maria Walliser      | 142    |
| 3    | Michaela Gerg       | 91     |
| 4    | Carole Merle        | 67     |
| 5    | Veronika Wallinger  | 65     |
| 6    | Chantal Bournissen  | 55     |
| 7    | Karen Percy         | 53     |
| 8    | Regine Mösenlechner | 45     |
| 9    | Barbara Sadleder    | 41     |
| 9    | Heidi Zurbriggen    | 41     |
| 11   | Beatrice Gafner     | 32     |
| 12   | Elisabeth Kirchler  | 21     |
| 13   | Sigrid Wolf         | 28     |
| 14   | Katharina Gutensohn | 25     |
| 15   | Claudine Emonet     | 21     |
| 15   | Heidi Zeller-Bähler | 21     |

### Super-G
| Rang | Athlet              | Punkte |
| ---- | ------------------- | ------ |
| 1    | Pirmin Zurbriggen   | 62     |
| 2    | Lars-Börje Eriksson | 51     |
| 3    | Franck Piccard      | 49     |
| 4    | Martin Hangl        | 47     |
| 5    | Marc Girardelli     | 46     |
| 6    | Markus Wasmeier     | 43     |
| 7    | Alberto Tomba       | 37     |
| 8    | Helmut Mayer        | 35     |
| 9    | Hans Enn            | 26     |
| 10   | Luc Alphand         | 25     |
| 11   | Günther Mader       | 20     |
| 12   | Leonhard Stock      | 19     |
| 13   | Hubert Strolz       | 18     |
| 14   | Helmut Höflehner    | 14     |
| 15   | Peter Runggaldier   | 13     |

| Rang | Athletin            | Punkte |
| ---- | ------------------- | ------ |
| 1    | Carole Merle        | 75     |
| 2    | Sigrid Wolf         | 71     |
| 3    | Anita Wachter       | 56     |
| 4    | Ulrike Maier        | 33     |
| 5    | Michela Figini      | 29     |
| 6    | Regine Mösenlechner | 27     |
| 6    | Maria Walliser      | 27     |
| 8    | Michaela Gerg       | 23     |
| 9    | Catherine Quittet   | 22     |
| 10   | Cathy Chedal        | 18     |
| 10   | Heidi Zurbriggen    | 18     |
| 12   | Cathy Chedal        | 13     |
| 12   | Veronika Wallinger  | 13     |
| 14   | Petra Kronberger    | 12     |
| 14   | Traudl Hächer       | 12     |
| 14   | Ulla Lodziņa        | 12     |

### Riesenslalom
| Rang | Athlet                | Punkte |
| ---- | --------------------- | ------ |
| 1    | Ole Kristian Furuseth | 82     |
| 1    | Pirmin Zurbriggen     | 82     |
| 3    | Rudolf Nierlich       | 79     |
| 4    | Ingemar Stenmark      | 67     |
| 5    | Marc Girardelli       | 66     |
| 6    | Hubert Strolz         | 46     |
| 7    | Martin Hangl          | 40     |
| 7    | Alberto Tomba         | 40     |
| 9    | Helmut Mayer          | 39     |
| 10   | Lars-Börje Eriksson   | 38     |
| 11   | Tomaž Čižman          | 36     |
| 12   | Johan Wallner         | 23     |
| 13   | Hans Enn              | 15     |
| 14   | Urs Kälin             | 13     |
| 14   | Kyle Wieche           | 13     |

| Rang | Athletin             | Punkte |
| ---- | -------------------- | ------ |
| 1    | Vreni Schneider      | 165    |
| 2    | Mateja Svet          | 106    |
| 3    | Maria Walliser       | 87     |
| 4    | Ulrike Maier         | 60     |
| 5    | Anita Wachter        | 59     |
| 6    | Carole Merle         | 55     |
| 7    | Catherine Quittet    | 35     |
| 8    | Michaela Gerg        | 34     |
| 9    | Traudl Hächer        | 32     |
| 10   | Ingrid Salvenmoser   | 31     |
| 11   | Sylvia Eder          | 28     |
| 11   | Christina Meier-Höck | 28     |
| 13   | Tamara McKinney      | 27     |
| 14   | Karen Percy          | 24     |
| 15   | Jolanda Kindle       | 22     |

### Slalom
| Rang | Athlet                | Punkte |
| ---- | --------------------- | ------ |
| 1    | Armin Bittner         | 117    |
| 2    | Alberto Tomba         | 112    |
| 3    | Ole Kristian Furuseth | 106    |
| 3    | Marc Girardelli       | 106    |
| 5    | Jonas Nilsson         | 70     |
| 6    | Rudolf Nierlich       | 65     |
| 7    | Michael Tritscher     | 54     |
| 8    | Bernhard Gstrein      | 51     |
| 9    | Felix McGrath         | 43     |
| 10   | Paul Frommelt         | 42     |
| 11   | Tetsuya Okabe         | 38     |
| 12   | Hubert Strolz         | 33     |
| 13   | Thomas Stangassinger  | 31     |
| 14   | Paul Accola           | 28     |
| 15   | Pirmin Zurbriggen     | 26     |

| Rang | Athletin               | Punkte |
| ---- | ---------------------- | ------ |
| 1    | Vreni Schneider        | 175    |
| 2    | Monika Maierhofer      | 85     |
| 3    | Tamara McKinney        | 77     |
| 4    | Veronika Šarec         | 61     |
| 5    | Christine von Grünigen | 48     |
| 6    | Patricia Chauvet       | 45     |
| 7    | Anita Wachter          | 42     |
| 8    | Blanca Fernández Ochoa | 40     |
| 8    | Mateja Svet            | 40     |
| 10   | Katjuša Pušnik         | 39     |
| 11   | Camilla Nilsson        | 38     |
| 12   | Ingrid Salvenmoser     | 35     |
| 13   | Ulrike Maier           | 26     |
| 14   | Ida Ladstätter         | 20     |
| 15   | Karen Percy            | 17     |
| 15   | Dorota Mogore-Tlałka   | 17     |

### Kombination
| Rang | Athlet            | Punkte |
| ---- | ----------------- | ------ |
| 1    | Marc Girardelli   | 50     |
| 2    | Markus Wasmeier   | 47     |
| 3    | Pirmin Zurbriggen | 45     |
| 4    | Paul Accola       | 44     |
| 5    | Gustav Oehrli     | 22     |
| 6    | Atle Skårdal      | 20     |
| 7    | Jean-Luc Crétier  | 19     |
| 8    | Michael Mair      | 15     |
| 8    | Peter Müller      | 15     |
| 8    | Hubert Strolz     | 15     |

| Rang | Athletin              | Punkte |
| ---- | --------------------- | ------ |
| 1    | Brigitte Oertli       | 36     |
| 2    | Ulrike Maier          | 31     |
| 3    | Vreni Schneider       | 25     |
| 4    | Karen Percy           | 20     |
| 5    | Michela Figini        | 19     |
| 5    | Petra Kronberger      | 19     |
| 7    | Heidi Zurbriggen      | 15     |
| 8    | Florence Masnada      | 12     |
| 8    | Tamara McKinney       | 12     |
| 10   | Carole Merle          | 9      |
| 10   | Lenka Kebrlová        | 9      |
| 10   | Ulrike Stanggassinger | 9      |

## Podestplatzierungen Herren

### Abfahrt
| Datum      | Ort                        | 1. Platz         | 2. Platz          | 3. Platz          |
| ---------- | -------------------------- | ---------------- | ----------------- | ----------------- |
| 09.12.1988 | Gröden (ITA)               | Peter Müller     | Armin Assinger    | Rob Boyd          |
| 10.12.1988 | Gröden (ITA)               | Helmut Höflehner | Patrick Ortlieb   | Peter Müller      |
| 22.12.1988 | St. Anton am Arlberg (AUT) | Helmut Höflehner | Pirmin Zurbriggen | Leonhard Stock    |
| 06.01.1989 | Laax (SUI)                 | Leonhard Stock   | Peter Wirnsberger | Helmut Höflehner  |
| 13.01.1989 | Kitzbühel (AUT)            | Marc Girardelli  | Michael Mair      | Roman Rupp        |
| 14.01.1989 | Kitzbühel (AUT)            | Daniel Mahrer    | Marc Girardelli   | Peter Wirnsberger |
| 20.01.1989 | Wengen (SUI)               | Marc Girardelli  | Markus Wasmeier   | Daniel Mahrer     |
| 21.01.1989 | Wengen (SUI)               | Marc Girardelli  | Pirmin Zurbriggen | Daniel Mahrer     |
| 17.02.1989 | Aspen (USA)                | Karl Alpiger     | Marc Girardelli   | Daniel Mahrer     |
| 25.02.1989 | Whistler (CAN)             | Rob Boyd         | Daniel Mahrer     | Pirmin Zurbriggen |

### Super-G
| Datum      | Ort              | 1. Platz            | 2. Platz            | 3. Platz          |
| ---------- | ---------------- | ------------------- | ------------------- | ----------------- |
| 27.11.1988 | Schladming (AUT) | Pirmin Zurbriggen   | Franck Piccard      | Leonhard Stock    |
| 08.01.1989 | Laax (SUI)       | Martin Hangl        | Hans Enn            | Helmut Mayer      |
| 18.02.1989 | Aspen (USA)      | Lars-Börje Eriksson | Markus Wasmeier     | Helmut Mayer      |
| 26.02.1989 | Whistler (CAN)   | Marc Girardelli     | Lars-Börje Eriksson | Pirmin Zurbriggen |

### Riesenslalom
| Datum      | Ort                      | 1. Platz              | 2. Platz              | 3. Platz            |
| ---------- | ------------------------ | --------------------- | --------------------- | ------------------- |
| 29.11.1988 | Val Thorens (FRA)        | Pirmin Zurbriggen     | Rudolf Nierlich       | Hans Enn            |
| 10.01.1989 | Kirchberg in Tirol (AUT) | Rudolf Nierlich       | Pirmin Zurbriggen     | Alberto Tomba       |
| 17.01.1989 | Adelboden (SUI)          | Marc Girardelli       | Ole Kristian Furuseth | Alberto Tomba       |
| 19.02.1989 | Aspen (USA)              | Ingemar Stenmark      | Marc Girardelli       | Lars-Börje Eriksson |
| 03.03.1989 | Furano (JPN)             | Rudolf Nierlich       | Ole Kristian Furuseth | Pirmin Zurbriggen   |
| 09.03.1989 | Shiga-kōgen (JPN)        | Ole Kristian Furuseth | Hubert Strolz         | Johan Wallner       |

### Slalom
| Datum      | Ort                        | 1. Platz              | 2. Platz              | 3. Platz          |
| ---------- | -------------------------- | --------------------- | --------------------- | ----------------- |
| 06.12.1988 | Sestriere (ITA)            | Marc Girardelli       | Jonas Nilsson         | Paul Accola       |
| 11.12.1988 | Madonna di Campiglio (ITA) | Alberto Tomba         | Marc Girardelli       | Michael Tritscher |
| 17.12.1988 | Kranjska Gora (YUG)        | Marc Girardelli       | Armin Bittner         | Alberto Tomba     |
| 21.12.1988 | St. Anton am Arlberg (AUT) | Armin Bittner         | Bernhard Gstrein      | Pirmin Zurbriggen |
| 15.01.1989 | Kitzbühel (AUT)            | Armin Bittner         | Alberto Tomba         | Rudolf Nierlich   |
| 22.01.1989 | Wengen (SUI)               | Rudolf Nierlich       | Alberto Tomba         | Hubert Strolz     |
| 05.03.1989 | Furano (JPN)               | Ole Kristian Furuseth | Alberto Tomba         | Jonas Nilsson     |
| 10.03.1989 | Shiga-kōgen (JPN)          | Rudolf Nierlich       | Ole Kristian Furuseth | Armin Bittner     |

### Kombination
| Datum          | Ort                        | 1. Platz          | 2. Platz          | 3. Platz        |
| -------------- | -------------------------- | ----------------- | ----------------- | --------------- |
| 21./22.12.1988 | St. Anton am Arlberg (AUT) | Pirmin Zurbriggen | Markus Wasmeier   | Hubert Strolz   |
| 14./15.01.1989 | Kitzbühel (AUT)            | Marc Girardelli   | Paul Accola       | Michael Mair    |
| 21./22.01.1989 | Wengen (SUI)               | Marc Girardelli   | Pirmin Zurbriggen | Markus Wasmeier |

## Podestplatzierungen Damen

### Abfahrt
| Datum      | Ort                     | 1. Platz       | 2. Platz            | 3. Platz           |
| ---------- | ----------------------- | -------------- | ------------------- | ------------------ |
| 02.12.1988 | Val-d’Isère (FRA)       | Michela Figini | Regine Mösenlechner | Michaela Gerg      |
| 15.12.1988 | Zauchensee (AUT)        | Maria Walliser | Veronika Wallinger  | Michela Figini     |
| 12.01.1989 | Grindelwald (SUI)       | Michela Figini | Beatrice Gafner     | Carole Merle       |
| 13.01.1989 | Grindelwald (SUI)       | Michela Figini | Carole Merle        | Maria Walliser     |
| 19.01.1989 | Tignes (FRA)            | Maria Walliser | Carole Merle        | Michaela Gerg      |
| 18.02.1989 | Lake Louise (CAN)       | Michela Figini | Maria Walliser      | Michaela Gerg      |
| 19.02.1989 | Lake Louise (CAN)       | Michela Figini | Maria Walliser      | Michaela Gerg      |
| 24.02.1989 | Steamboat Springs (USA) | Michela Figini | Maria Walliser      | Chantal Bournissen |

### Super-G
| Datum      | Ort                     | 1. Platz     | 2. Platz      | 3. Platz                          |
| ---------- | ----------------------- | ------------ | ------------- | --------------------------------- |
| 26.11.1988 | Schladming (AUT)        | Carole Merle | Ulrike Maier  | Regine Mösenlechner Anita Wachter |
| 14.01.1989 | Grindelwald (SUI)       | Carole Merle | Sigrid Wolf   | Maria Walliser                    |
| 20.01.1989 | Tignes (FRA)            | Carole Merle | Anita Wachter | Sigrid Wolf                       |
| 25.02.1989 | Steamboat Springs (USA) | Sigrid Wolf  | Anita Wachter | Michela Figini                    |

### Riesenslalom
| Datum      | Ort                 | 1. Platz        | 2. Platz      | 3. Platz             |
| ---------- | ------------------- | --------------- | ------------- | -------------------- |
| 28.11.1988 | Les Menuires (FRA)  | Vreni Schneider | Anita Wachter | Ulrike Maier         |
| 18.12.1988 | Valzoldana (ITA)    | Vreni Schneider | Mateja Svet   | Anita Wachter        |
| 06.01.1989 | Schwarzenberg (AUT) | Vreni Schneider | Ulrike Maier  | Maria Walliser       |
| 07.01.1989 | Schwarzenberg (AUT) | Vreni Schneider | Ulrike Maier  | Carole Merle         |
| 21.01.1989 | Tignes (FRA)        | Vreni Schneider | Carole Merle  | Maria Walliser       |
| 04.03.1989 | Furano (JPN)        | Maria Walliser  | Mateja Svet   | Vreni Schneider      |
| 08.03.1989 | Shiga-kōgen (JPN)   | Vreni Schneider | Mateja Svet   | Christina Meier-Höck |

### Slalom
| Datum      | Ort               | 1. Platz        | 2. Platz               | 3. Platz           |
| ---------- | ----------------- | --------------- | ---------------------- | ------------------ |
| 16.12.1988 | Zauchensee (AUT)  | Vreni Schneider | Katjuša Pušnik         | Tamara McKinney    |
| 20.12.1988 | Courmayeur (ITA)  | Vreni Schneider | Blanca Fernández Ochoa | Ingrid Salvenmoser |
| 03.01.1989 | Maribor (YUG)     | Vreni Schneider | Monika Maierhofer      | Tamara McKinney    |
| 08.01.1989 | Mellau (AUT)      | Vreni Schneider | Mateja Svet            | Patricia Chauvet   |
| 15.01.1989 | Grindelwald (SUI) | Vreni Schneider | Tamara McKinney        | Monika Maierhofer  |
| 03.03.1989 | Furano (JPN)      | Vreni Schneider | Veronika Šarec         | Tamara McKinney    |
| 11.03.1989 | Shiga-kōgen (JPN) | Vreni Schneider | Monika Maierhofer      | Veronika Šarec     |

### Kombination
| Datum          | Ort               | 1. Platz        | 2. Platz     | 3. Platz         |
| -------------- | ----------------- | --------------- | ------------ | ---------------- |
| 15./16.12.1988 | Zauchensee (AUT)  | Vreni Schneider | Ulrike Maier | Petra Kronberger |
| 12./15.01.1989 | Grindelwald (SUI) | Brigitte Oertli | Karen Percy  | Michela Figini   |

## Nationencup
| Rang | Land                   | Punkte |
| ---- | ---------------------- | ------ |
| 1    | Schweiz                | 2219   |
| 2    | Österreich             | 1967   |
| 3    | BR Deutschland         | 836    |
| 4    | Frankreich             | 609    |
| 5    | Italien                | 413    |
| 6    | Luxemburg              | 407    |
| 7    | Schweden               | 366    |
| 8    | Jugoslawien            | 335    |
| 9    | Kanada                 | 275    |
| 10   | Norwegen               | 256    |
| 11   | Vereinigte Staaten     | 217    |
| 12   | Liechtenstein          | 77     |
| 13   | Spanien                | 61     |
| 14   | Japan                  | 38     |
| 15   | Tschechoslowakei       | 36     |
| 16   | Sowjetunion            | 33     |
| 17   | Vereinigtes Königreich | 8      |
| 18   | Mexiko                 | 2      |

| Rang | Land                   | Punkte |
| ---- | ---------------------- | ------ |
| 1    | Österreich             | 1037   |
| 2    | Schweiz                | 928    |
| 3    | BR Deutschland         | 435    |
| 4    | Italien                | 413    |
| 5    | Luxemburg              | 407    |
| 6    | Schweden               | 294    |
| 7    | Norwegen               | 256    |
| 8    | Frankreich             | 170    |
| 9    | Kanada                 | 84     |
| 10   | Jugoslawien            | 80     |
| 11   | Vereinigte Staaten     | 74     |
| 12   | Liechtenstein          | 42     |
| 13   | Japan                  | 38     |
| 14   | Tschechoslowakei       | 16     |
| 15   | Vereinigtes Königreich | 5      |
| 16   | Mexiko                 | 2      |

| Rang | Land                   | Punkte |
| ---- | ---------------------- | ------ |
| 1    | Schweiz                | 1291   |
| 2    | Österreich             | 930    |
| 3    | Frankreich             | 439    |
| 4    | BR Deutschland         | 401    |
| 5    | Jugoslawien            | 255    |
| 6    | Kanada                 | 191    |
| 7    | Vereinigte Staaten     | 143    |
| 8    | Schweden               | 72     |
| 9    | Spanien                | 61     |
| 10   | Liechtenstein          | 35     |
| 11   | Sowjetunion            | 33     |
| 12   | Tschechoslowakei       | 20     |
| 13   | Vereinigtes Königreich | 3      |

## Statistik der Podestplätze
Angegeben werden die Anzahl Podestplätze je Land und Disziplin sowie die Gesamtanzahl.

### Damen
| Land | Land | 1. | 2. | 3. | Total |
| ---- | ---- | -- | -- | -- | ----- |
| 01   | SUI  | 24 | 04 | 9  | 37    |
| 02   | FRA  | 03 | 03 | 3  | 09    |
| 03   | AUT  | 01 | 11 | 7  | 19    |
| 04   | YUG  | 0– | 06 | 1  | 07    |
| 05   | FRG  | 0– | 01 | 6  | 07    |
| 06   | USA  | 0– | 01 | 3  | 04    |
| 07   | CAN  | 0– | 01 | –  | 01    |
| 07   | SWE  | 0– | 01 | –  | 01    |

| Land | Land | 1. | 2. | 3. |
| ---- | ---- | -- | -- | -- |
| 1    | SUI  | 8  | 4  | 3  |
| 2    | FRA  | –  | 2  | 1  |
| 3    | FRA  | –  | 1  | 4  |
| 4    | AUT  | –  | 1  | –  |

| Land | Land | 1. | 2. | 3. |
| ---- | ---- | -- | -- | -- |
| 1    | FRA  | 3  | –  | –  |
| 2    | AUT  | 1  | 4  | 2  |
| 3    | SUI  | –  | –  | 2  |
| 4    | FRG  | –  | –  | 1  |

| Land | Land | 1. | 2. | 3. |
| ---- | ---- | -- | -- | -- |
| 1    | SUI  | 7  | –  | 3  |
| 2    | AUT  | –  | 3  | 2  |
| 3    | YUG  | –  | 3  | –  |
| 4    | FRA  | –  | 1  | 1  |
| 5    | NOR  | –  | –  | 1  |

| Land | Land | 1. | 2. | 3. |
| ---- | ---- | -- | -- | -- |
| 1    | SUI  | 7  | –  | –  |
| 2    | YUG  | –  | 3  | 1  |
| 3    | AUT  | –  | 2  | 2  |
| 4    | USA  | –  | 1  | 3  |
| 5    | ESP  | –  | 1  | –  |
| 6    | FRA  | –  | –  | 1  |

| Land | Land | 1. | 2. | 3. |
| ---- | ---- | -- | -- | -- |
| 1    | SUI  | 2  | –  | 1  |
| 2    | AUT  | –  | 1  | 1  |
| 3    | CAN  | –  | 1  | –  |

### Herren
| Land | Land | 1. | 2. | 3. | Total |
| ---- | ---- | -- | -- | -- | ----- |
| 1    | LUX  | 9  | 4  | 0– | 13    |
| 2    | AUT  | 7  | 7  | 12 | 26    |
| 3    | SUI  | 7  | 6  | 09 | 22    |
| 4    | FRG  | 2  | 4  | 02 | 08    |
| 5    | NOR  | 2  | 3  | 0– | 05    |
| 6    | SWE  | 2  | 2  | 03 | 07    |
| 7    | ITA  | 1  | 4  | 04 | 09    |
| 8    | CAN  | 1  | –  | 01 | 02    |
| 9    | JPN  | –  | 1  | 0– | 01    |

| Land | Land | 1. | 2. | 3. |
| ---- | ---- | -- | -- | -- |
| 1    | SUI  | 3  | 3  | 5  |
| 2    | AUT  | 3  | 3  | 4  |
| 3    | LUX  | 3  | 2  | –  |
| 4    | CAN  | 1  | –  | 1  |
| 5    | FRG  | –  | 1  | –  |
| 5    | ITA  | –  | 1  | –  |

| Land | Land | 1. | 2. | 3. |
| ---- | ---- | -- | -- | -- |
| 1    | SUI  | 2  | –  | 1  |
| 2    | SWE  | 1  | 1  | –  |
| 3    | LUX  | 1  | –  | –  |
| 4    | AUT  | –  | 1  | 3  |
| 5    | FRG  | –  | 1  | –  |
| 5    | FRA  | –  | 1  | –  |

| Land | Land | 1. | 2. | 3. |
| ---- | ---- | -- | -- | -- |
| 1    | AUT  | 2  | 2  | 1  |
| 2    | NOR  | 1  | 2  | –  |
| 3    | SUI  | 1  | 1  | 1  |
| 4    | LUX  | 1  | 1  | –  |
| 5    | SWE  | 1  | –  | 2  |
| 6    | ITA  | –  | –  | 2  |

| Land | Land | 1. | 2. | 3. |
| ---- | ---- | -- | -- | -- |
| 1    | AUT  | 2  | 1  | 3  |
| 2    | FRG  | 2  | 1  | 1  |
| 3    | LUX  | 2  | 1  | –  |
| 4    | ITA  | 1  | 3  | 1  |
| 5    | NOR  | 1  | 1  | –  |
| 6    | SWE  | –  | 1  | 1  |
| 7    | SUI  | –  | –  | 2  |

| Land | Land | 1. | 2. | 3. |
| ---- | ---- | -- | -- | -- |
| 1    | LUX  | 2  | –  | –  |
| 2    | SUI  | 1  | 2  | –  |
| 3    | FRG  | –  | 1  | 1  |
| 4    | ITA  | –  | –  | 1  |
| 4    | AUT  | –  | –  | 1  |

## Saisonverlauf

### Premierensiege
- Fast neun Jahre nach seinem Abfahrtssieg bei den Olympischen Winterspielen 1980, auch durch Verletzungen zurückgeworfen, gewann Leonhard Stock am 6. Januar bei der Abfahrt in Laax (nach zuvor vier zweiten Plätzen) erstmals ein Weltcuprennen. Er nützte bei diesem Neuschneerennen seine höhere Startnummer 23. Kurios war zudem, dass der damalige Silbermedaillengewinner Peter Wirnsberger auch hier Zweiter wurde. (Stock hatte zwar am 28. Dezember 1986 am Teufelsberg von Berlin einen Parallelslalom gewonnen, aber dieses Rennen hatte nur zum Nationencup gezählt.)[1]
- Der Super-G-Dritte von Olympia 1988, Lars-Börje Eriksson, holte am 18. Februar in Aspen seinen ersten Sieg in eben dieser Disziplin. Es war dies gleichzeitig für das schwedische Herrenteam der erste Sieg in einem Speedbewerb.
- Bei Ole Kristian Furuseth, der schon ab Dezember großartige Slalomergebnisse gezeigt und auch den Slalom im Kombinationsbewerb bei den Weltmeisterschaften 1989 in Vail gewonnen hatte, war der erste Sieg eine Frage der Zeit gewesen – beim Finale in Furano war er gleich zweimal siegreich, wobei er am 5. März im Slalom seinen ersten Sieg errang – und auch gleich den Disziplinen-Weltcup im Riesenslalom gewann.

### Verletzungen und Erkrankungen
Herren:
- Hans Enn erlitt, nachdem ihn sein Motocross-Motorrad bei einem Sturz nachgefallen war, eine Zertrümmerung der Schulter.[2] Enn wurde noch ein zweites Mal betroffen, als er sich am 10. Januar beim Riesenslalom in Kirchberg in Tirol schon nach wenigen Toren im ersten Durchgang einen Kreuzbandriss im linken Knie zuzog[3], doch schon zwei Wochen später, am 23. Januar, hatte er einen Fitnesstest bestanden und wurde in die ÖSV-Auswahl bei den Weltmeisterschaften nominiert.[4]
- Günther Mader, der mit Sepp Hanser über einen eigenen Betreuer verfügte, hatte sich Ende September einer Knieoperation unterzogen.[5]
- Bernhard Gstrein fehlte zum Saisonstart, dem unter „Rennen außerhalb des Weltcups“ genannten Sprint- und Parallelslalom am 27./28. Oktober in Sölden. Er war am 23. Oktober bei Haiming (Tirol) als Lenker seines Pkws von der Straße abgekommen und gegen eine Baumgruppe gefahren – das Auto kam erst nach rund 20 m zu stehen; Gstrein vermochte sich trotz einiger Verletzungen selbst aus dem Fahrzeug zu retten, welches danach explodierte und ausbrannte. Ihm wurde bis mindestens 28. Oktober Bettruhe auferlegt (laut anderen Meldungen eine vom Arzt verordnete zweiwöchige Trainingspause). Er kam angesichts aller Umstände glimpflich davon und konnte bereits am 4. Dezember einen FIS-Slalom in Lech am Arlberg gewinnen.[6][7][8]
- Stefan Niederseer erlitt beim (an anderer Stelle genannten Dreifach-Sieg der österreichischen Herren) am 6. Januar 1989 in Laax bei einem Sturz einen Kreuzbandriss. (Quellenhinweis siehe BITTE im Artikel „Premierensiege“)
- Brian Stemmle kam bei der zweiten Kitzbühel-Abfahrt schwer zu Sturz. Bei der Steilhangausfahrt blieb er mit dem linken Ski im Fangnetz hängen. Da sich die Bindung nicht öffnete, wirkte sich die Drehwirkung bis in die Hüfte aus. Der Kanadier erlitt Trümmerbrüche im Becken und in der Gelenkspfanne, Darmverletzungen und innere Blutungen.[9][10]
- Für Armin Assinger war die Saison nach einem Trainingssturz am 18. Januar in Wengen vorbei. Er zog sich Bänderrisse in beiden Knien und im linken Knöchel zu und wurde in der Universitätsklinik Innsbruck zwei Stunden lang operiert. Am 24. Januar erfolgte eine zweite Operation, u. zw. am rechten Knie.[11][12][13][14]
- Die letzte Saisonabfahrt der Herren am 25. Februar in Whistler fand ohne Weltmeister Hansjörg Tauscher statt, der nach einem Trainingssturz eine Knöchelverletzung erlitten hatte.[15]

Damen:
- Im Super-G-Training am Zillertaler Gletscher zog sich Elfi Eder am 9. November einen Kreuzbandriss zu und wurde in die Innsbrucker Universitätsklinik gebracht.[16]
- Nach dem Sturz im letzten Training am 1. Dezember, wobei es ihr den Ski verschlagen hatte, sie durch die Streckenstelle „Kompression“ geschleudert worden war, was ihr eine Schulterprellung und Fußverletzung bescherte, war Elisabeth Kirchler bei der Abfahrt in Val-d’Isère nicht am Start, aber die statt ihrer eingesetzte Gaby Rainer (sie hatte auf eigene Kosten mit dem Kader die Vorbereitungen mitmachen dürfen) konnte ihre Chance nicht nützen und kam nicht ins Ziel.[17][18][19][20]
- Michelle McKendry kam in der 2. Abfahrt von Lake Louise schwer zu Sturz und wurde mit zahlreichen Verletzungen ins Krankenhaus eingeliefert.[21]

### Absagen und Verschiebungen
- Die Saison hätte schon am 11. und 13. August in Las Leñas mit zwei Herren-Abfahrten begonnen werden sollen, doch wegen Schneemangels erfolgte am 27. Juli die Absage (einen Tag später schneite es im argentinischen Skiort). Diese Abfahrten wurden am 21. Oktober in Telfs durch das Weltcup-Comité nach Val-d’Isère und Kitzbühel (13. Januar) vergeben.[22] Überdies wurden auch lange vor dem normalen Saisonbeginn, nämlich am 29. Juli, diverse Dezember-Termine bei den Damen neu festgelegt: Die Abfahrt von Zauchensee wurde vom 22. auf 16. Dezember vorverlegt, der Slalom von Courmayeur vom 13. auf den 21. Dezember verschoben – und es war auch eine Vorverlegung des für den 17. Dezember geplanten Super-G in Valzoldana vorgesehen.[23][24][25][26][27][28][29]
- Doch dann gab es erneut wegen Schneemangels Programmänderungen. Die für 24. bis 27. November in Les Menuires und Val Thorens vorgesehenen Rennen (je ein Riesenslalom und Super-G für Damen und Herren) wurden hinsichtlich der Super-Gs nach Schladming, das sich dafür angetragen hatte, verlegt und der Riesenslaloms um ein paar Tage verschoben. Die Entscheidung fiel nach Inspektionen nahe dem Wochenende 19./20. November und nach zahlreichen Telefonaten zwischen diversen Verantwortlichen (FIS, ÖSV, Trainer, Planaibahn) wurde Schladming am 19. November bestimmt. Die französischen Veranstalter hofften für die eine Woche später geplanten Rennen in Val-d’Isère um Besserung der Schneelage, da diese ansonsten auch in Schladming stattfinden würden.[30][31] Doch Val-d’Isère, wo es vom 2. bis 4. Dezember Abfahrten geben sollte (zwei für die Herren, eine für die Damen), blieb ohne Schnee, doch gelang dort zumindest teilweise die Durchführung der Rennen. Allerdings mussten beide Herren-Abfahrten abgesagt bzw. verlegt werden: Jene für den 3. Dezember, es war dies der Las Leñas-Ersatz, wurde schon am 29. November abgesagt und als Nachholung in Gröden angesetzt. Die andere, für 4. Dezember geplante, wurde auf 5. Dezember verschoben, wobei von diversen Trainern (Helmut Girardelli, Hans Pum) Organisationsmängel kritisiert wurden[32] jedoch führte ein totaler Wettersturz (starke Regenfälle, orkanartige Böen) bereits am Morgen zur Absage. Als Ersatzort wurde vom Weltcup-Komitee Garmisch-Partenkirchen mit 6./7. Januar je einer Abfahrt (8. Januar: Super-G) bestimmt, was am 19. Dezember durch die FIS nochmals bestätigt wurde.[33][34][35][36][37][38][39][40]
- Die für 10./11. Dezember in Crans-Montana geplanten Rennen mussten am 1. Dezember abgesagt werden und wurden nach Zauchensee verlegt. Das neue Programm wurde mit je einer Abfahrt am 14. und 15. Dezember und der (gleichzeitig zur Kombination zählende) Slalom am 16. Dezember festgelegt. Zwar gab es somit eine elftägige Zwangspause für die Damen, doch die Angelegenheit war laut Damen-Weltcupchef Heinz Krecek wegen der langen Distanzen nicht anders lösbar. (Siehe bitte letzter Absatz im Artikel „Stock muntert Kirchler auf“ lt. „AZ“ vom 2. Dezember 1988, S. 25 sowie folgende Fußnote:[41]) Zauchensee musste vorerst aber die für 14. Dezember um 11 Uhr geplante Crans-Montana-Abfahrt (heftiger Wind, immer stärker werdender Schneefall; zweimal gab es eine einstündige Startverschiebung) absagen. Die Kombination wurde unter dem Titel „Kombination Altenmarkt“ mit Abfahrt und Slalom am 15./16. Dezember ausgetragen, wobei Vreni Schneider dank des 34. Ranges in der Abfahrt diese gewann. Die ausgefallene Zauchensee-Abfahrt wurde dem schon dichten Grindelwald-Programm dazugegeben.[42][43][44][45]
- Warmes Wetter und Schneemangel zwangen die Veranstalter, den für 16. Dezember vorgesehenen Herren-Riesenslalom in Kranjska Gora abzusagen.  Der Herren-Slalom vom Tag danach hingegen konnte durchgeführt werden.[46]
- Die Herrenrennen in St. Anton am Arlberg waren derart geplant, dass am 21. Dezember mit der Abfahrt begonnen werden sollte. Die unsichere Witterung, schon am 19. Dezember hatten Sturmböen bis 90 km/h Trainings verhindert,[47] veranlasste die Veranstalter (Rennleiter Reinhard Hauser), für den 21. Dezember sowohl Slalom als auch Abfahrt (sie war um 13 Uhr angesetzt, um 10 Uhr hätte es noch einen Zeitlauf geben sollen[48]) die Startnummern auszulosen. Dass der Slalom für diesen Mittwoch übrigblieb, war dann aber rätselhaft, weil es schönstes Wetter gab. Allerdings waren gewisse Streckenteile nicht ordnungsgemäß präpariert gewesen, es wurde mehr Professionalität gefordert (eine mobile Profi-Jury sollte frei von persönlichen Interessen, die hier zweifelsohne gegeben schienen, die für den Sport beste Entscheidung treffen).[49] Auf Grund des Reglements musste für die tatsächlich gefahrene Abfahrt (die von Höflehner mit einer Hundertstelsekunde gewonnen wurde – dieser hätte die 11 gehabt, nach der erneuten Auslosung war es die 14) eine neue Auslosung vorgenommen werden.[50][51][52]
- Der für 3. Januar in Maribor geplante Damen-Riesenslalom konnte wegen Schneemangels nicht ausgetragen werden.  Dadurch musste der Damen-Slalom, der ursprünglich für den 4. Januar vorgesehen wurde, um einen Tag vorverlegt werden.[53]
- Nachdem bereits die für 7./8. Januar im Weltcup-Kalender (siehe bitte dazu Fußnote 6 = Arbeiterzeitung vom 19. November 1988, S. 21) aufscheinenden Herren-Bewerbe (Abfahrt, Super-G) von Garmisch-Partenkirchen nach Laax verlegt werden mussten und bei den Damen Pfronten seine vorgesehenen Rennen (Abfahrt, Super-G) nicht veranstalten konnte, musste auch Oberstaufen den für 22. Januar vorgesehenen Damen-Riesenslalom absagen. Tignes sprang für Pfronten ein, während – wie schon bei der Absage geplant gewesen war – ein Skiort in Japan, es war letztlich Shiga-kōgen am 8. März, diese Lücke schloss. Damit fanden in dieser Saison in der Bundesrepublik Deutschland keine alpinen Weltcuprennen statt.[54][55]
- Im Ersatzort Laax hätte es am 7. Januar mit Start um 13 h eine weitere Herren-Abfahrt geben sollen, welche aber wegen Nebels nicht ausgetragen werden konnte und in Wengen nachgetragen wurde.[56][57]
- Die Abfahrt der Damen in Steamboat Springs wurde wegen Neuschnees und auch auf Antrag der Damen, die an Übermüdung klagten, um einen Tag verschoben.[58]

### Sonstige Vorkommnisse
- Dass der ÖSV dem Land Tirol Werberechte um 3 Millionen Schilling verkaufte (die Werbung sollte an den Renndressen zu lesen sein), brachte Proteste der übrigen Landesverbände mit beispielsweise dem Argument, dass ein steirischer Rennläufer wie Helmut Höflehner nicht eine „Tirol-Werbung“ tragen könne. Der Wirbel legte sich wieder, da auf den Dressen auch die Aufschrift „Austria“ angebracht wurde, daher auch für Österreich geworben wurde.[59][60]
- Katharina Gutensohn wurde vom ÖSV-Damentrainer Raimund Berger am 9. Januar (vorerst) für eine Woche gesperrt, womit sie in Grindelwald nicht antreten konnte. Grund dafür war, dass sie nicht im Mannschaftshotel wohnte, sondern mit ihrem Ehemann beisammen sein wollte. Berger begründete dies damit, dass auch andere Verheiratete sich an die ausgegebenen Grundprinzipien halten, es für die Tirolerin keine Ausnahme gibt.[61]
- Marc Girardelli brach bei seinen beiden Abfahrtssiegen am Lauberhorn zwei Marken: Zum einen verbesserte er bereits in der ersten Abfahrt mit 2:26,54 den acht Jahre alten Rekord von 2:27,91, den Toni Bürgler am 24. Januar 1981 aufgestellt hatte – und er war der erste Rennläufer, dem in Wengen ein „Abfahrts-Doppelsieg“ gelang (1976 waren es Plank und Klammer, 1980 Read und Müller und 1985 Höflehner und Wirnsberger). Nebenbei schraubte „Gira“ den Vortagsrekord nochmals herunter, nun lautete die Siegerzeit 2:25,76.
- Die letzte Abfahrt der Damen vor den Weltmeisterschaften (19. Januar in Tignes) wies mit nur 49 angemeldeten und letztlich gar nur 37 teilnehmenden Läuferinnen das kleinste Feld der Weltcupgeschichte auf und war zudem mit einer Länge von 2.100 m eines der kürzesten. Verwunderlich war zudem, dass die Tignes-Rennen zwar durch das französische Fernsehen übertragen wurden, nicht aber in Frankreich selbst. Von Seiten des ÖSV durfte Kathrin Gutensohn nach ihrer Sperre wieder starten.[62][63][64]
- Die beiden Damen-Abfahrten in Lake Louise brachten am Podest das identisch gleiche Resultat mit Figini, Walliser und Gerg.
- Erst am 25. Februar wurde anlässlich des Super-G in Steamboat bekannt, dass Ulrike Maier im dritten Monat schwanger ist und sie heimgereist sei.[65] Zum Saisonende gab es Zusatzinformationen, dass die Rauriserin den Damen-Cheftrainer Raimund Berger schon bei der Abreise aus dem WM-Ort Vail informiert hatte – und sie kündigte an, nach der Geburt ihres Kindes vielleicht schon in der nächsten Saison wieder Rennen bestreiten zu wollen.[66]

### Weltcup-Entscheidungen

#### Herren
Marc Girardelli fand nach der durch erlittene Verletzungen beeinträchtigten Saison 1987/88 wieder zu seiner Stärke und es gelang ihm als ersten Skiläufer, in einer Saison in sämtlichen (aktuellen) Disziplinen zu gewinnen. Den Hauptanteil an Punkten (139) verdankte er der Abfahrt, in der ausgerechnet bei den Klassikern in Kitzbühel und Wengen auch erste Siege errang. Dabei hatte er beide Gröden-Abfahrten zu Saisonbeginn sausen lassen, denn er war, nachdem er für die erste der beiden die Nr. 1 gezogen hatte, nicht gestartet und abgereist (Vater Helmut fühlte sich in drei Fällen ungerecht behandelt: Startnummer-Auslosung nicht korrekt, 1.30 Startintervall für die ersten 20 und warum Tannenreisig bei derart guten Verhältnissen?) Seine zweitstärkste Disziplin war der Slalom (106 Punkte), wobei er, der es 1987/88 auf nur 15 Slalompunkte gebracht hatte und in der aktuellen FIS-Weltrangliste dadurch Rang 38 einnahm, bei seinem Sieg in Sestriere auch vom Ausfall von Tomba im 2. Lauf profitierte.
Nach den zehn ersten Saisonrennen lag zum Jahresende Pirmin Zurbriggen mit 122 Punkten voran, es folgten Girardelli (92) und Armin Bittner (62). Das erfolgreiche verlängerte Kitzbühel-Wochenende, es waren nunmehr 17 Bewerbe ausgetragen worden, brachte einen Führungswechsel. „Gira“ lag mit 194 Punkten in Front, gefolgt von Zurbriggen (172), Tomba (98) und Bittner (94) – und der Wahl-Luxemburger setzte mit einer äußerst starken Woche (Siege in Adelboden, bei beiden Lauberhorn-Abfahrten und der dortigen Kombination (dazu auch 12 Punkte dank Rang 4 im dortigen Slalom)) fort. Ihm kam auch zugute, dass Zurbriggen von einer Grippe erwischt worden war, so dass der Schweizer gar nicht oder lediglich rekonvaleszent an den Start gehen konnte. So lautete der Zwischenstand 306 Punkte gegenüber 231, alle übrigen (Tomba als Dritter wies 133 Punkte auf) waren äußerst deutlich distanziert. Mit Rang 2 in der Abfahrt von Aspen (17. Februar) holte Girardelli nicht nur den Disziplinen-Weltcup, sondern er konnte Zurbriggen, der nur Rang 15 belegte, weiter distanzieren. Und der Riesenslalom in Aspen (mit dem letzten Weltcupsieg von Stenmark) war ein weiterer Schritt, denn er wurde Zweiter und Zurbriggen fiel aus. Durch den Sieg im Super-G in Whistler am 26. Februar sicherte sich der Luxemburger aus Vorarlberg endgültig den Gesamtweltcup; er führte nun mit 388 Punkten gegenüber 272 von Zurbriggen.
Abfahrt:

Girardelli holte – wie schon unter der Gesamtentscheidung erwähnt – diese Disziplinenwertung; dies geschah erstmals in seiner Karriere. Er war in Aspen mit 114 Punkten gegenüber 89 von Höflehner angetreten; Zurbriggen mit 78 Punkten hatte noch eine Mini-Chance besessen. Diese beiden Verfolger kamen auf Rang 5 bzw. 15. Dabei hatte er (wie ebenfalls schon im obigen Text angeführt) erst in Kitzbühel mit dem dortigen Sieg (nach drei zweiten Plätzen in vorangegangenen Saisonen, u. zw. Val d’Isere, Åre und Furano) seine ersten Abfahrtspunkte dieser Saison eingefahren. In Wengen wurde er der erste Sieger einer Doppelabfahrt überhaupt, wobei sein Vorsprung von 1,92 s hier auch der größte seit Franz Klammers 3,54 s vor Herbert Plank am 11. Januar 1975 war. Ein Grund für seine Abfahrtsstärke soll in einem umgestellten Aufbauprogramm gelegen sein, bei dem er das Leichtathletiktraining eingestellt hatte.
Riesenslalom:

Erst die Schlussrennen in Shiga-kōgen brachten Klärung über den Disziplinensieg, der zwischen Zurbriggen (71 Punkte) und Nierlich (70) erwartet worden war (theoretische Chancen hatten auch Girardelli mit 66 und Stenmark mit 55 Punkten gehabt), doch dann avancierte Furuseth (57) als Sieger des Rennens am 9. März zum etwas unerwarteten Profiteur. Zwar kam auch Zurbriggen auf 82 Punkte, und weil beide Läufer die gleiche Zahl an Siegen aufwies, nämlich einen, wurde die Zahl der zweiten Plätze herangezogen, bei welcher der Norweger mit 2:1 voranlag.
Slalom:

Auch hier war Shiga-kōgen der Ort der Entscheidung: Drei Läufer hatten Chancen auf diese kleine Kugel, wobei Girardelli dank seines großartigen Saisonstarts (70 Punkte in den ersten drei Rennen) gegenüber 44 von Bittner und 40 von Tomba geführt hatte und nun auch mit 106 vor Bittner (102) und Tomba (100) voran lag. „Gira“ blieb punktelos, Bittner musste vor Tomba bleiben. Dies gelang ihm mit Rang 3 und 0,22 s Vorsprung auf den viertplatzierten Konkurrenten – so ging zum zweiten Mal in der Weltcupgeschichte bei den Herren eine kleine Weltcupkugel an den DSV bzw. nach Oberbayern (zuvor war es Markus Wasmeier 1985/86 im Super-G gewesen).
Kombination:

Girardelli konnte in St. Anton, der ersten der drei programmierten und durchgeführten Kombinationen, auf Grund seines Slalom-Ausfalls nicht punkten, gewann aber die beiden anderen. Zurbriggen als St.-Anton-Sieger verzeichnete danach durch seinen Ausfall im Slalom in Kitzbühel ebenfalls eine Null-Nummer, so dass Wasmeier mit 32 Punkten die Zwischenführung übernahm. Bei der Entscheidung in Wengen hätte auch noch Accola eingreifen können, doch die bisherigen Top Drei belegten in der Reihenfolge Girardelli, Zurbriggen, Wasmeier das Podium, was für „Gira“ den zweiten Disziplinensieg bedeutete.

#### Damen
Vreni Schneider lag nach den Grindelwald-Rennen (somit 17 Entscheidungen) mit 257 Punkten bereits klar voran. Die nachplatzierten Ulrike Maier (144), Carole Merle (141), Michela Figini (129) und Maria Walliser (112) hatten nur mehr theoretische Chancen. Den endgültigen Gesamtsieg holte sie sich am 3. März in Furano mit dem sechsten Sieg im sechsten Slalom. Mit 311 Punkten gegenüber Figini mit 239 war sie uneinholbar. Einziger Makel für die Elmerin war Rang drei beim Riesenslalom am 4. März in Furano, damit gewann sie von den 14 technischen Bewerben nur 13. Trotzdem knackte Schneider mit dem zusätzlichen Kombinationssieg (Zauchensee), somit 14 Siege, nicht nur die bisherige Rekordmarke von elf Saisonsiegen, die von Annemarie Moser-Pröll in der Saison 1972/73 aufgestellt worden war, sondern sogar jene von Ingemar Stenmark 1978/79 mit 13 Siegen.
Abfahrt:

Fast ähnlich in konsequenter qualitativ hochstehender Manier wie Teamkollegin Schneider spulte Michela Figini die Saison ab: Sechs Siege, einmal Dritte, einmal Fünfte. Allerdings hatte sie mit Maria Walliser im eigenen Lager eine hartnäckige Verfolgerin. Diese gewann die übrigen zwei Abfahrten, dazu kamen drei zweite, ein dritter und vierter Platz (nur Rang 11 beim Saisonstart in Val d’Isère passte nicht in diese Sammlung). Trotzdem dauerte es bis zur vorletzten Abfahrt (19. Februar in Lake Louise), dass Figini uneinholbar war.
Super-G:

Carole Merle stand mit drei Siegen in Folge (der Sieg in Schladming am 26. November war für sie der erste im Super-G) bereits am 20. Januar nach dem Pfronten-Ersatzrennen in Tignes (20. Januar) mit ihren 75 Zählern uneinholbar fest, denn es stand nur noch ein Rennen aus. Olympiasiegerin Sigrid Wolf (46 Punkte) lag um fünf Punkte hinter dem für sie aktuellen Soll. Wolf gewann das Abschlussrennen (Steamboat Springs am 25. Februar) und so fehlten ihr ausgerechnet diese fünf Punkte. (Merle hatte in den USA verletzungsbedingt nicht starten können.) Es war auffällig, dass die derart dominanten Schweizerinnen in dieser Disziplin diesmal nicht mitreden konnten.
Slalom, Riesenslalom:

Aufgrund der von Beginn weg gegebenen Überlegenheit von Vreni Schneider blieb der Konkurrenz das Nachsehen. Beidesmal stand der Gesamterfolg nach vier Rennen und jeweils 100 Punkten fest, denn von den anderen Damen hätte es zu diesem Zeitpunkt nur eine zumindest hinauszögern können, wenn sie ebenso hartnäckig immer Zweite geworden wäre. Doch im „Riesen“ wiesen Svet 56 und Ulrike Maier 55 Punkte auf – es hätte praktisch Totalausfällen von Schneider bedurft. Im Slalom war Monika Maierhofer schon durch 57 Punkte getrennt, womit ein Überholen auch nur mehr in die Kategorie der Illusionen eingestuft werden musste.

### FIS-Sitzung in Telfs
Bei dieser am 22./23. Oktober stattfindenden Tagung gab es den Beschluss, in der Saison 1989/90 weniger Weltcuprennen zu veranstalten. Außerdem wurden Vorschläge unterbreitet, wonach neben den Gruppe-1-Fahrerinnen/Fahrern, denen ein fixer Startplatz zustand, nur mehr höchstens vier Fahrerinnen/Fahrer pro Nation an den Start gehen dürfen. Zudem sollte die erste Gruppe nicht mehr nach den FIS-Punkten, sondern den jeweils aktuellen Weltcupplatzierungen ermittelt werden. Es gab auch wieder einmal den Vorschlag, Slaloms in drei Läufen (der schlechteste wird gestrichen) auszutragen.

### Neuerungen bei den Verbänden
- Der US-Profi-Ski-Zirkus hatte sich mit lukrativen Verträgen die Dienste der Mahre-Zwillinge gesichert, die wegen der langen Europa-Saison nicht zum üblichen Weltcup zurückkehren wollten.[81]
- Beim Österreichischen Skiverband kam es am 25. April zur vertraglichen Bindung des seit 1984 beim norwegischen Verband als Cheftrainer tätig gewesenen Kurt Hoch als neuen Abfahrtschef und des jugoslawischen Techniktrainers Filip Gartner, der in den letzten 2 Jahren in Norwegen unter Hoch die Technikergruppe betreut hatte. Für beide war ein Dienstantritt mit Juni vorgesehen. Der bisherige Slalom- und Riesenslalomtrainer, der 37-jährige Hans Pum, avancierte zum Gesamtchef bei den Herren. Die Verpflichtung eines Damentrainers stand noch aus, denn der dafür vorgesehene Franz Wolf hatte aus beruflichen Gründen (Bürgermeister von Pettneu am Arlberg) absagen müssen. Aber diese Position übernahm (wieder – nachdem er ein Jahr bei den Herren eingesetzt war) Alois Kahr. Es gab gleich eine Zusammenkunft des Alpindirektor Werner Wörndle mit den 15 neuen Trainern im Hotel „Römisch-Deutscher Kaiser“ in Barwies (Gemeinde Mieming), in der die Ziele näher abgesteckt wurden.[82][83][84]
- Hoch hielt allerdings die Zeit zu kurz, um für die Weltmeisterschaften 1991 ein neues Team aufzubauen.[85][86][87] Während der Saison kam hinsichtlich des Bestrebens, wieder einen Gesamtweltcupsieger zu stellen, die Idee, dass Hubert Strolz einen separaten eigenen Spezialbetreuer (eventuell den Ex-Trainer Karl Kahr) erhalten sollte, da Sepp Hanser als Coach für Günther Mader überlastet war.[88] Um den 6. Juni begannen erste Konditionskurse, ab 20. Juni begannen für Damen und Herren erste Schneetrainings.[89] und am 9. Oktober bezogen das gesamte Herren- und Damen-Alpinteam samt Nachwuchs am 9. Oktober ein Trainingsquartier in Sölden, um am Rettenbachferner in der bevorstehenden Woche zu trainieren; lediglich die Damen der Europacupmannschaft wichen nach Hintertux aus.[90]
- Eine Rehabilitation der „Rebellen“, die nach dem „Aufstand“ Anfang Dezember 1973 im Jahr 1974 vom französischen Verband ausgeschlossen worden waren, vollzog die Fédération Française De Ski (F.F.S) anlässlich der Val-d’Isère-Rennen und nahm Jean-Noël Augert, Patrick Russel, Henri Duvillard, Roger Rossat-Mignon und Britt Lafforgue ab sofort wieder auf.[91][92]

### Statistisches
Die bereits unter „Weltcup-Entscheidungen“ ersichtliche Überlegenheit der Schweizer Damen erreichte mit 24 Saisonsiegen einen bis dahin nie da gewesenen neuen Rekord: Nachdem die SSV-Damen im Vorjahr bereits alle acht Abfahrten gewonnen hatten, wiederholten sie dasselbe und gewannen auch alle Riesenslaloms und Slaloms (dazu die beiden Kombinationen); fast konträr deren Super-G-Performance mit „nur“ zwei dritten Plätzen. Nun lagen sie mit 290 zu 251 Siegen vor den Österreicherinnen.

### Rücktritte
- Außer jenem von Stenmark, der von ihm schon vor Saisonstart in Malmö und endgültig am 20. Januar in Stockholm angekündigt worden war (wenn auch sein Traum von Gold bei den Weltmeisterschaften nicht in Erfüllung ging)[93][94], war es Christa Kinshofer, die am 29. Dezember auf Grund von  Rückenschmerzen nach einem Bandscheibenvorfall ihren Rücktritt vermelden musste.[95]
- Dazu kamen Pam Fletcher, Anni Kronbichler, Corinne Schmidhauser, Dorota Mogore-Tlałka bzw. Robert Erlacher, Joël Gaspoz, Klaus Gattermann, Rok Petrovič, Gerhard Pfaffenbichler (dieser im Dezember 1989), Sepp Wildgruber.

## Rennen außerhalb des Weltcups
- Finn Christian Jagge gewann am 17. August 1988 den Slalom am Mount Buller (Mansfield Shire, Victoria) vor Tiger Shaw und Bernhard Gstrein.[96]
- Rudolf Nierlich gewann bei den Trainings-Aufenthalten der Skiteams in Australien zweimal einen Slalom; zuerst in Guthega, dann in Thredbo, dort vor Ole-Christian Furuseth. Ein am 27. August ausgetragener Riesenslalom war allerdings wegen schlechter Sichtbedingungen und Ausfall der Zeitnehmung bereits im 1. Durchgang abgebrochen worden.[97][98][99]
- Am 27. Oktober gab es am Rettenbachferner in Sölden den ersten Sprint-Slalom der Geschichte (von drei Durchgängen wurde der schlechteste gestrichen; teilnahmeberechtigt nur die Top 15 im Slalom), den Armin Bittner vor Thomas Stangassinger und Robert Žan gewann (Stenmark und Petrovic brachten keinen der drei Läufe ins Ziel). Einen Tag danach wurde noch ein Parallelslalom veranstaltet, bei dem Günther Mader vor Martin Hangl, Ingemar Stenmark und Helmut Mayer siegte. Die Veranstaltung lief unter dem Titel „Pirelli-Sprint-Cup“.[100][101][102][103][104][105][106]